# Step on The Floor (capsuleの曲)
『Step on The Floor』（ステップ・オン・ザ・フロア）は、2012年2月1日にcontemodeより配信されたcapsuleのデジタルシングルである。

## 背景
2012年3月7日のアルバム『STEREO WORXXX』の発売に先駆けて配信された。

## 楽曲について
Step on The Floor
作詞・作曲・編曲：中田ヤスタカ
- 映画『LIAR GAME -再生-』主題歌